# دماسونی
سیچلاید دماسونی یا گورخری آبی لاجوردی (نام علمی: 'pseudotropheus demasoni') که با نام های سیچلاید آبی لاجوردی یا سیچلاید گورخری مالاوی نیز شناخته می شود یک ماهی متعلق به سیچلایدها و ماهی های مبونا است. این ماهی بومی تانزانیا و زیستگاه آن کرانه های سنگی دریاچه مالاوی است. این ماهی دارای رنگی آبی همراه با خط های آبی تیره بر روی بدن می باشد.
سیچلاید دیماسونی یکی از بهترین نوع سیچلایدها برای نگهداری در آکواریوم های اجتماعی است. استفاده از تخته سنگ های فراوان در آکواریوم این ماهی، فضایی طبیعی را برای ماهی فراهم می کند. بهتر است که  پوشش کف آکواریوم نیز ماسه ای باشد. استفاده از خاک سرخ برای کف آکواریوم موجب می شود که آب آکواریوم خصلت قلیایی خود را حفظ کند و در حد مجاز باقی بماند. دمای مناسب ۲۴ تا ۲۹ درجه ی سانتی گراد و درجه سختی آب (PH) بین ۸ تا ۹ برای این ماهی مناسب است.

## همچنین ببینید
- فهرست گونه های ماهی آکواریومی آب شیرین
- مبونا
- پایگاه داده ماهی